# ريكاردو فورستر
ريكاردو فورستر (بالإسبانية: Ricardo Forster)‏ هو فيلسوف أرجنتيني، ولد في 26 سبتمبر 1957 في بوينس آيرس في الأرجنتين.